# Chór Ex Animo
Ex Animo – chór powstały w 1993 przy parafii NSPJ w Świętochłowicach.  Jego założycielem, a zarazem dyrygentem jest Marek Gremlowski.
Skład chóru początkowo wynosił 16 osób, ale aktualnie już jest to ponad 40 osób. W 1995 wstąpił do Polskiego Związku Chórów i Orkiestr.

## Nagrania
- 2001 płyta „Lipińskie Nieszpory Kolędowe”.
- 2008 płyta „Czekanie”. Płyta jest utrzymana w nurcie soul-pop-gospel. Gościnnie zaśpiewali na niej Ewa Uryga, Mietek Szcześniak, Viola Brzezińska, Patrycja Gola i Jorgos Skolias.

## Osiągnięcia
- 2007 – III Warszawski Międzynarodowy Festiwal Chóralny „VARSOVIA CANTU” – specjalne wyróżnienie
- 2005
  - XIV Tyskie Wieczory Kolędowe – I Miejsce
  - XV Międzynarodowy Festiwal Pieśni Adwentowej i Bożonarodzeniowej w Pradze (Czechy) – Srebrne Pasmo
- 2003 – XI Mysłowicki Przegląd Chórów im. A. Chlondowskiego – Brązowa Lira
- 2001 – Międzynarodowy Festiwal Pieśni Chóralnej w Ołomuńcu (Czechy) – brązowy medal
- 1999 – III Festiwal Pieśni Religijnej „Cantate Deo” w Rzeszowie – w gronie laureatów.
- 1998 – Ogólnopolski Festiwal Polskiej Pieśni Chóralnej w Filharmonii w Katowicach – I miejsce w kategorii „chórów mieszanych”
- 1996 – Przegląd chórów im. ks. A. H. Chlondowskiego w Mysłowicach – II miejsce i „Srebrna Lira”